# Jacob Pinheiro Goldberg

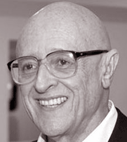
Jacob Pinheiro Goldberg

Jacob Pinheiro Goldberg (ur. 1933 w Juiz de Fora) – brazylijski psycholog, adwokat, asystent socjalny, poeta. Obecnie mieszkający i pracujący w São Paulo.

## Życiorys
Syn polskich emigrantów z Ostrowca Świętokrzyskiego.
Profesor zaproszony takich uczelni jak: University of London, Universidade de São Paulo, Uniwersytet Hebrajski w Jerozolimie, w tym także dwóch polskich: Uniwersytetu Warszawskiego i Uniwersytetu Jagiellońskiego.
W swoich wierszach często powraca do swych polskich korzeni, wspomnień rodziców dotyczących przedwojennej Polski. Jeden z tomików jego wierszy, „Magia Wygnania”, wydany został w Brazylii w dwujęzycznej, portugalsko-polskiej wersji.